# August Markl
August Markl (* 2. Juni 1948 in München) ist ein deutscher Arzt, Dozent und Verbandsfunktionär.

## Leben
Markl studierte Medizin und promovierte 1982 über ein Thema aus dem Bereich Alkoholismus. Er spezialisierte sich als Radiologe. Einige Jahre war er Privatdozent an der Ludwig-Maximilians-Universität München. Seit 2003 ist er als Fachbeirat der Fakultät für Tourismus der Hochschule für angewandte Wissenschaften München tätig und dort seit 2005 Lehrbeauftragter.

## ADAC
Im Jahr 1971 gründete Markl noch als Student mit Freunden aus dem Motorsport den ADAC-Ortsclub „Scuderia Magra“. Im Jahr 1979 wurde er Jugendreferent des ADAC Südbayern. Im Jahr 1988 wurde er Vorstandsrat und damit Mitglied des erweiterten Vorstands, von 1992 bis 2001 war er Vorstandsmitglied für Ortsclubarbeit des ADAC Südbayern, seit 2001 war er dessen Vorsitzender. Seit dem Jahr 2000 gehörte Markl dem Verwaltungsrat des ADAC an und ist Vorsitzender des ADAC-Kulturkreises. Ebenso war er Vorsitzender des ADAC-Verkehrssicherheitskreises Bayern.
Markl war seit 2011 zudem Erster Vizepräsident und ab Anfang 2014 kommissarischer Vorsitzender des ADAC. Seit dem 6. Dezember 2014 bis zum 15. Mai 2021 führte er den ADAC als Präsident.

## Ehrung
Für jahrzehntelangen ehrenamtlichen Einsatz in der Jugend- und Verkehrssicherheitsarbeit wurde Markl im Jahr 2009 durch den bayerischen Innenminister Joachim Herrmann das Bundesverdienstkreuz am Bande verliehen.

## Privates
Markl ist verheiratet und hat einen erwachsenen Sohn und wohnt in Schaftlach.